# Zona di controllo
Una zona di controllo, normalmente citata con la sigla CTR, control zone, è uno spazio aereo controllato posto in corrispondenza di uno o più aerodromi, che si estende verso l'alto a partire dalla superficie del suolo fino a un limite superiore specificato.

## Descrizione
I suoi limiti laterali devono contenere le porzioni delle rotte strumentali di partenza e arrivo poste al di sotto di una Regione di controllo o di una Area terminale di controllo (o TMA) e che altrimenti si troverebbero immerse in uno spazio aereo non controllato.
Si può dire quindi che la Zona di controllo funga da "raccordo" tra l'aeroporto e il sistema aeroviario di crociera.
Le dimensioni delle zone di controllo sono molto variabili; il CTR dell'Aeroporto di Parma, ad esempio, è compreso in un rettangolo di 25 × 50 km e il suo limite superiore è a 3 000 piedi - 914,4 m. - mentre il CTR di Verona, fino a quando attivo (che conteneva gli aeroporti civili di Brescia-Montichiari e Verona-Villafrana e l'aeroporto militare di Ghedi) aveva un limite superiore posto a FL 245 - circa 7 500 metri - ed era largo circa 100 km.
La minima ampiezza laterale di una zona di controllo comunque non è mai inferiore a 5 miglia nautiche, orientata rispetto al centro dell'aeroporto interessato e sviluppata verso la direzione di arrivo degli aeromobili.
Sulle carte aeronautiche le zone di controllo vengono rappresentate attraverso una linea tratteggiata.
Il CTR racchiude uno spazio più piccolo detto ATZ che protegge il traffico in decollo e atterraggio.
Il CTR e l'ATZ sono spazi aerei dello stesso tipo, solitamente C o D; nel primo caso nel CTR viene offerto il servizio di controllo di avvicinamento da un ente radarizzato, nel secondo invece da un ente che esegue il controllo procedurale.